# Jared Jarvis (Volleyballspieler)
Jared Jarvis (* 22. Dezember 1995 in Vaughan, Ontario) ist ein kanadischer Volleyballspieler.

## Karriere
Jarvis nahm mit der kanadischen Nationalmannschaft am Pan American Cup 2019 teil. Anschließend wechselte er zum deutschen Bundesligisten TV Rottenburg.